# Ponton

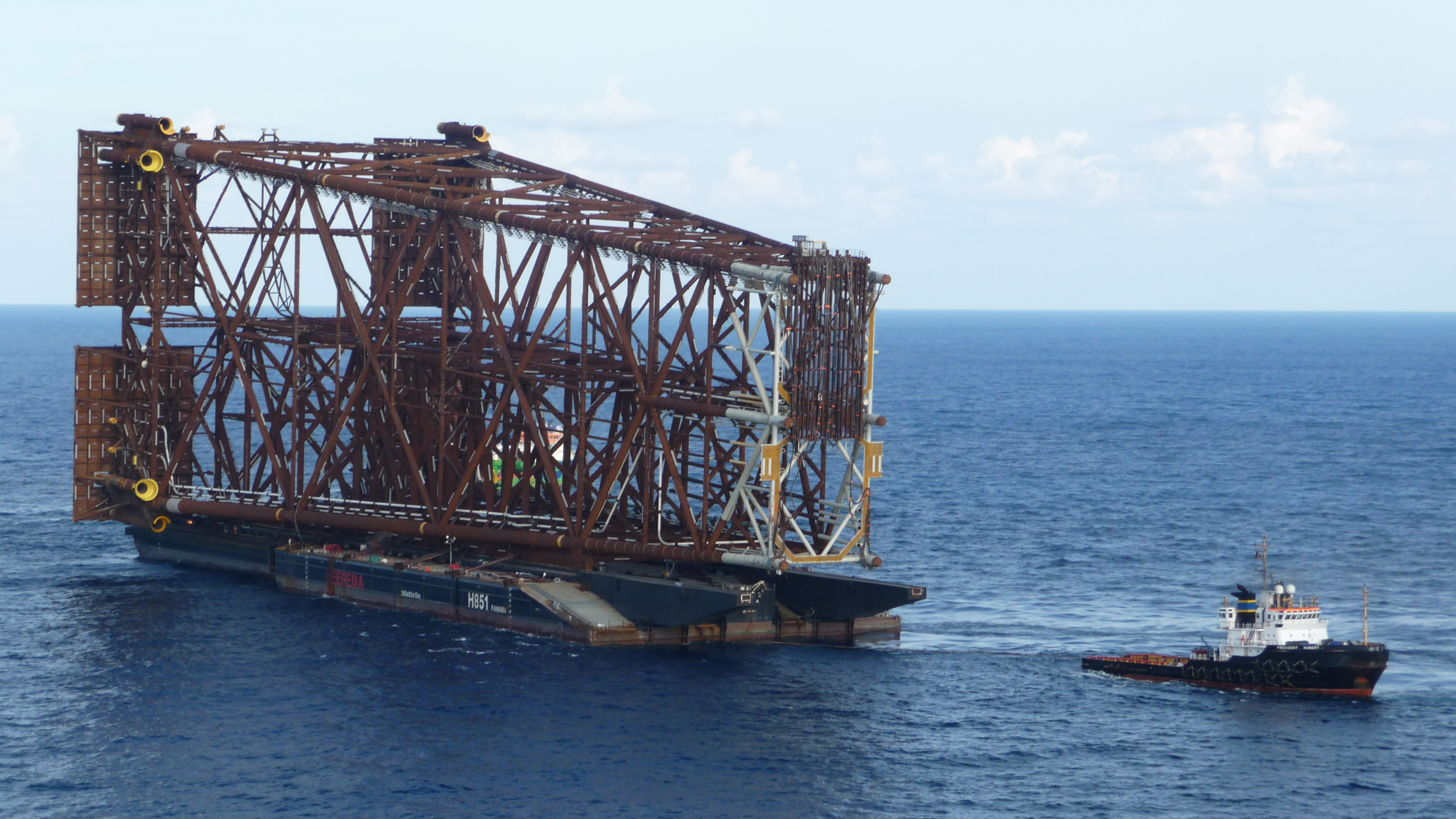
Een ponton met stalen constructie waarop een boorplatform komt te staan.

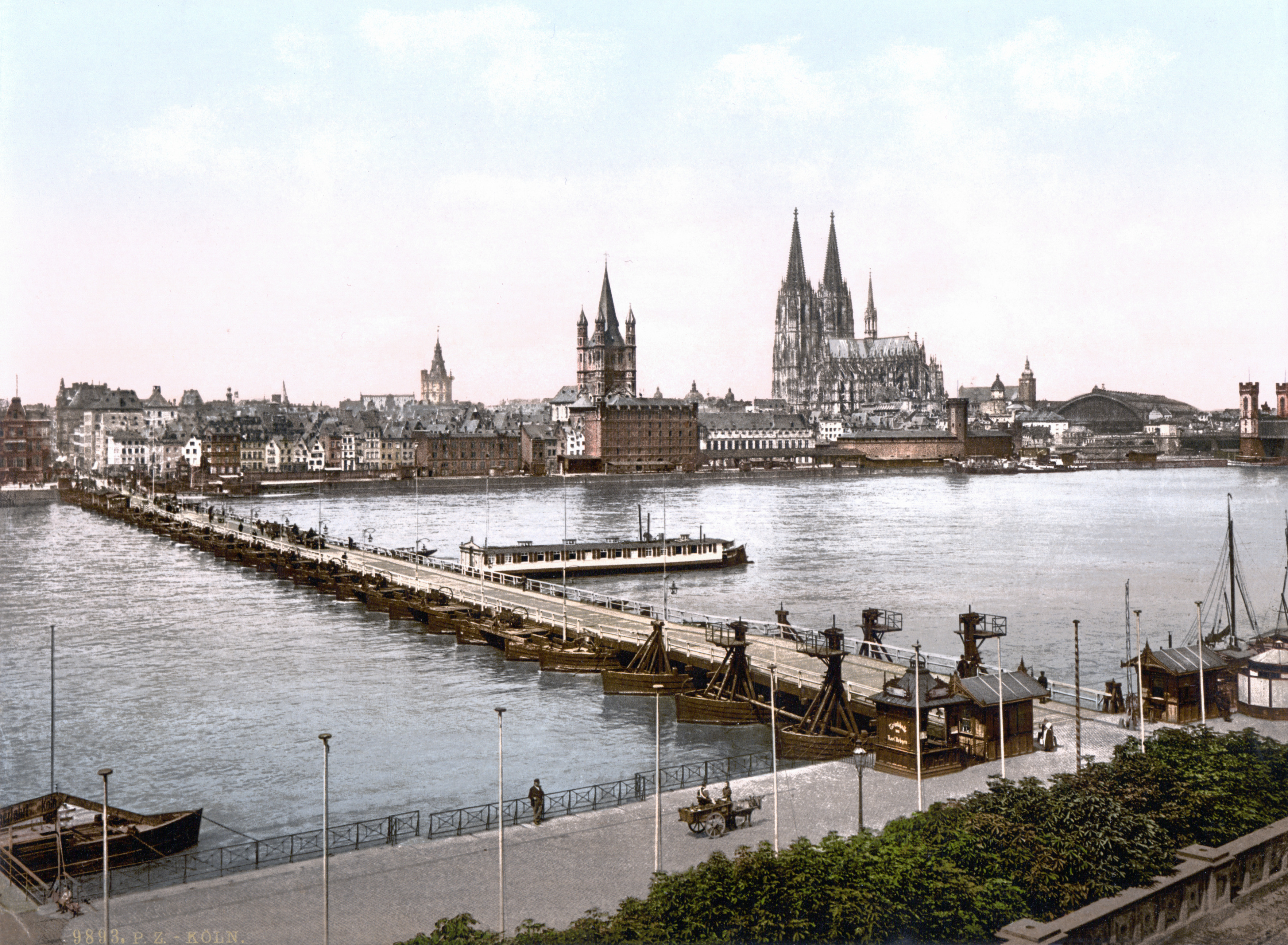
Pontonbrug over de Rijn in Keulen, tussen 1890 en 1905.

Een ponton (Engels: "pontoon boat") is een drijvend platform dat als voornaamste doel heeft het ondersteunen van datgene wat er op staat of ligt. Dat kan een hijskraan zijn, een pontonbrug, een aanlegsteiger of een andere constructie die niet op de bodem van een rivier, kanaal of zee kan worden gefundeerd. Ook kan een ponton als podium worden gebruikt voor concerten op het water of het afsteken van vuurwerk. De meeste pontons hebben geen motor. Ze kunnen alleen worden verplaatst door sleepboten.
Pontons hebben meestal een eenvoudige vorm, breed en plat, in tegenstelling tot een dekschuit geen zeeg en hebben een groot werkdek. Een ponton kan meerdere compartimenten hebben, waarbij men per compartiment ballastwater kan toevoegen of verwijderen. Als er bijvoorbeeld een kraan op het ponton staat die langzaam wordt gedraaid, kan dit worden toegepast om te zorgen dat het ponton ondanks de veranderingen van de belasting een horizontale stand blijft innemen.
Pontons kunnen aan elkaar worden gekoppeld zodat grote en zware lasten kunnen worden meegenomen of met een dek worden verbonden zodat het geheel dienst kan doen als nood- of vlotbrug of als drijvende steiger.